# İETT

Logo der İETT

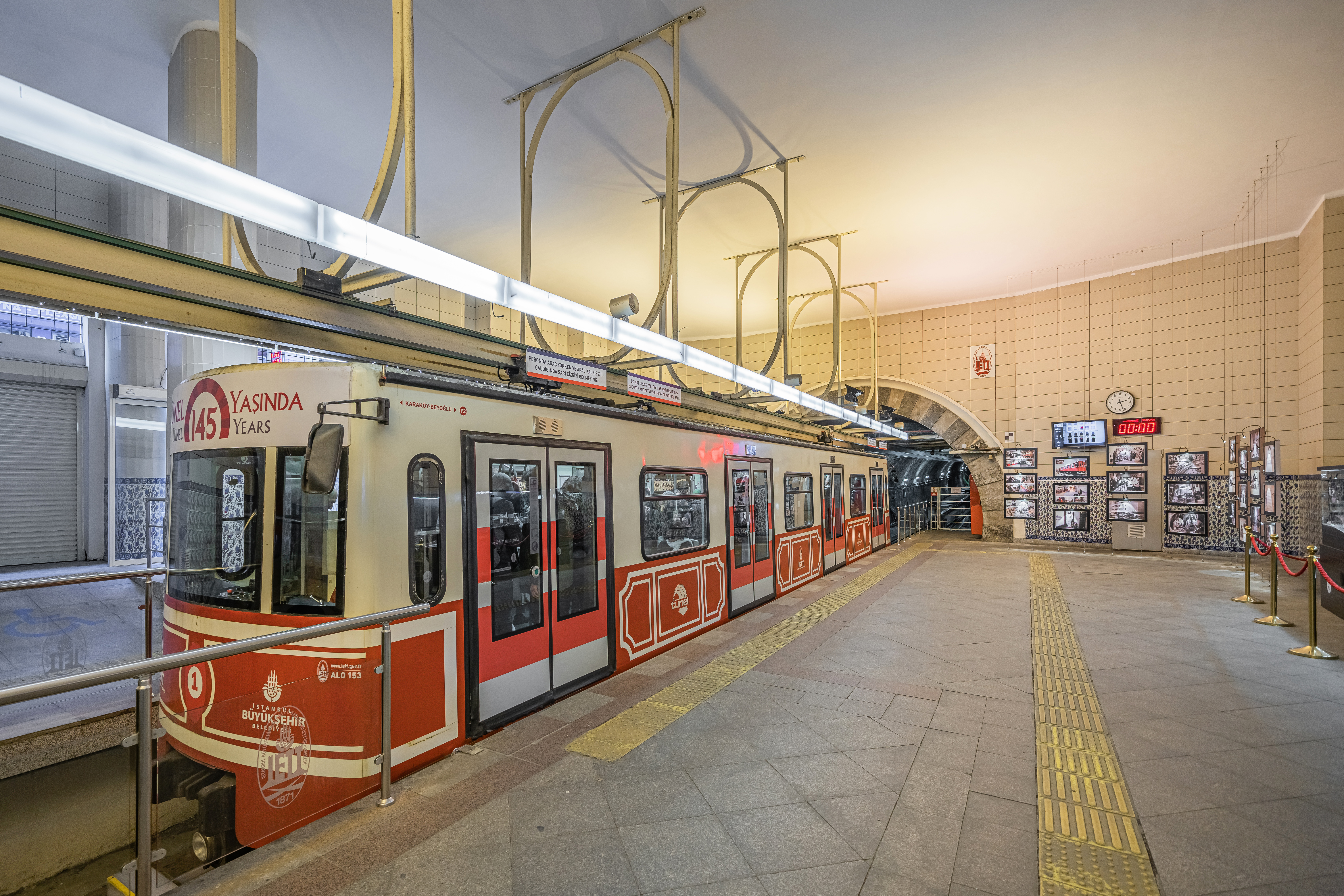
Tünel

Linienplan der Istanbuler Bahnen und des Metrobüs

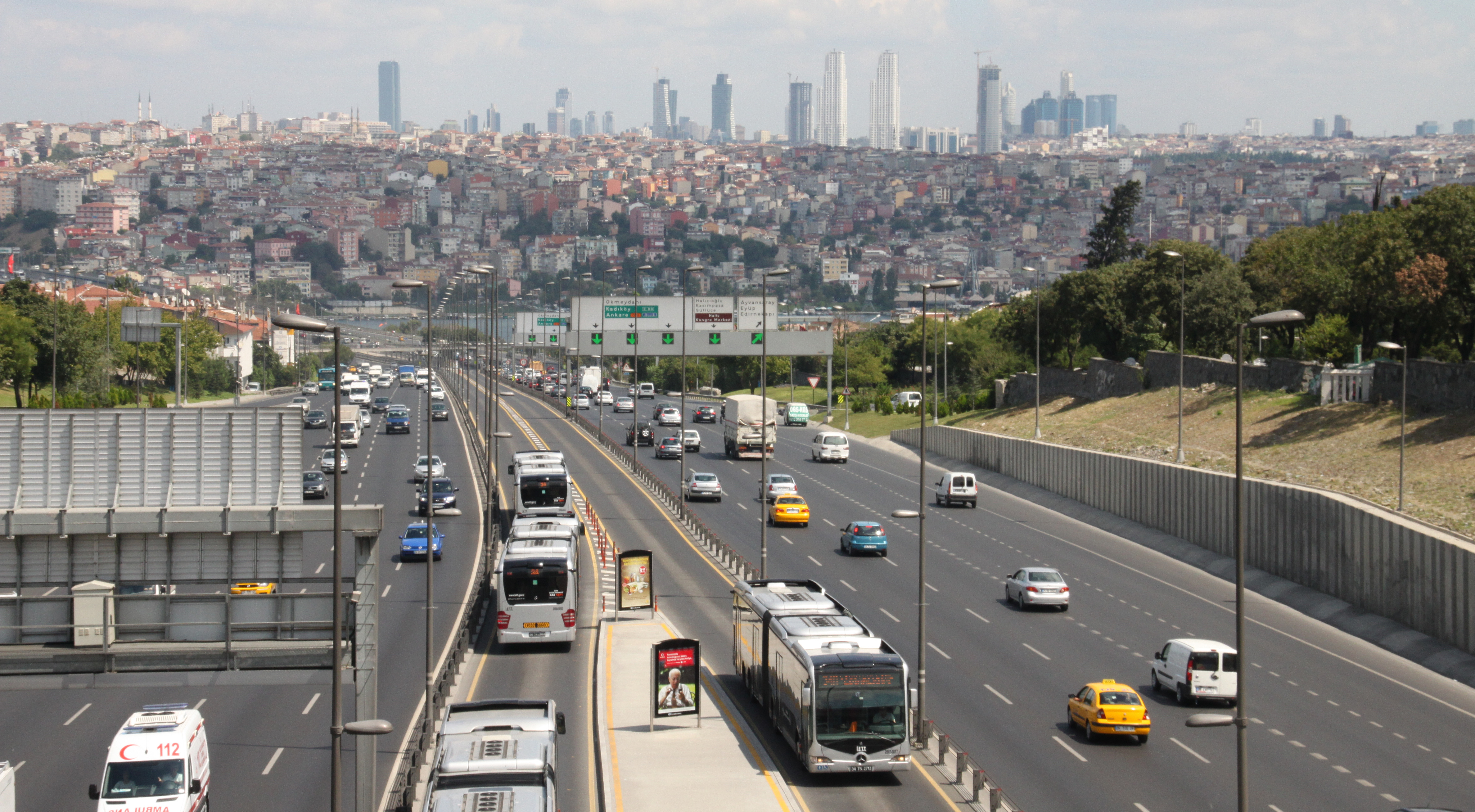
Metrobussystem in Istanbul

Die İstanbul Elektrik Tramvay ve Tünel (İETT) ist neben der İstanbul Ulaşım, welche die Metro und Stadtbahn betreibt, und der İstanbul Otobüs AŞ ein Nahverkehrsunternehmen im Großraum İstanbul. Es betreibt unter anderem Linienbusse, die Metrobüslinien, Straßenbahnen und Standseilbahnen (siehe Tünel). Die größte Kapazität nehmen jedoch die Linienbusse auf sich. Die früher rot, heute gelb lackierten Linienbusse fahren in alle Stadtteile, auch am oberen Bosporus sowie über die Bosporus-Brücken. Haupthaltestellen sind in Eminönü, am Taksim-Platz, in Üsküdar und in Kadıköy. Mit über 500 Buslinien und einigen Bahnen ist die İETT das größte Nahverkehrsunternehmen der Türkei.
Die Dolmuş-Kleinbusse werden hauptsächlich privat, und somit nicht von der İETT betrieben.

## Geschichte
1869 wurde in Istanbul die erste öffentliche Stadtverkehrsgesellschaft gegründet, 1871 der Betrieb der ersten Pferdebahn (Dersaadet Tramway Establishment) aufgenommen. 1875 wurde die Standseilbahn „Tünel“ zwischen Galata und der Haltestelle Tünel fertiggestellt. Ab 1914 wurden elektrische Straßenbahnen eingesetzt, 1926 die ersten Busse in Betrieb genommen. Von 1961 bis 1984 verkehrten Oberleitungsbusse.
Am 17. September 2007 wurde der erste Streckenabschnitt (18,2 km) des Metrobüs in Betrieb genommen.
Im Jahre 2009 verfügte die İETT über 5.740 Fahrer und 9.661 Haltestellen. Das Durchschnittsalter des Busfuhrparkes betrug 11,6 Jahre.

## Fuhrpark der İETT
| Hersteller    | Typ                     | Anzahl |
| ------------- | ----------------------- | ------ |
| Ikarus        | 280.67                  | 126    |
| Ikarus        | IK 161                  | 6      |
| Ikarus        | 260.70                  | 4      |
| Ikarus        | 260.25                  | 1041   |
| MAN           | SL 200                  | 200    |
| MAN           | SG 220                  | 169    |
| MAN           | SG 272                  | 1      |
| Mercedes-Benz | Conecto O 345           | 479    |
| Mercedes-Benz | Citaro O 530            | 394    |
| Mercedes-Benz | O 345 K                 | 85     |
| Mercedes-Benz | Citaro O 530 G          | 100    |
| Mercedes-Benz | CapaCity                | 250    |
| VDL           | Phileas Doppelgelenkbus | 50     |
| DAF           | Optare                  | 26     |
| DAF           | MJT                     | 52     |
| VDL           | Berkhof                 | 3      |

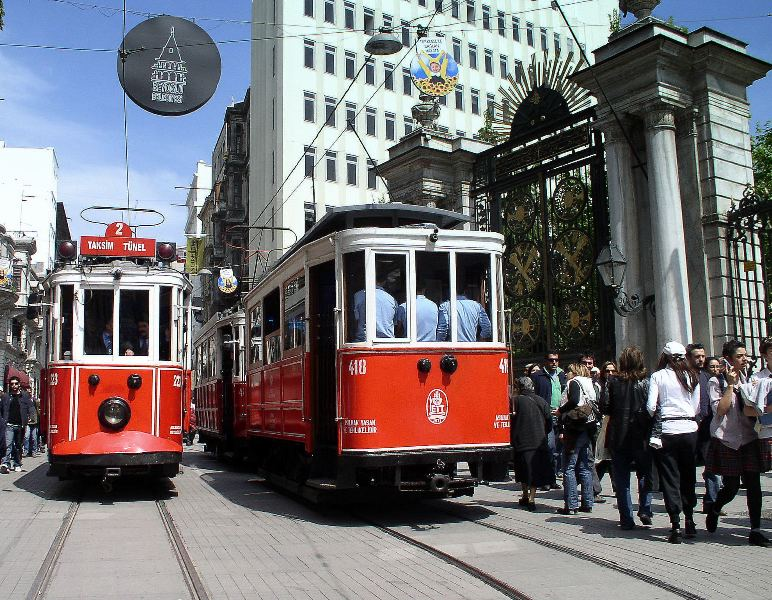
Begegnung zweier Trams auf der Istiklal Caddesi

Bis 2015 hat sich die Busflotte der I.E.T.T. erheblich verändert. Die Fahrzeuge präsentieren sich nunmehr in hellgelber Lackierung, hinzu kommen zahlreiche blaue und lilafarbene Linienbusse, die nicht in kommunalem Besitz sind. Nur die I.E.T.T.-Busse besitzen – wie seit jeher – schwarze Nummernschilder (Behördenkennzeichen). Neben den bereits seit 2007 eingesetzten Mercedes Capacity-Großraumgelenkbussen (4-achsig, insg. 250 Stück) verkehren heute durchweg moderne Fahrzeuge der Typen Mercedes Citaro und Conecto, Otokar Kent 290LF und Karsan Avancity in Solo- und Gelenkversion. MAN- und Ikarus-Busse gehören nicht mehr zum Wagenpark. Das System der Betriebsnummern (seit 1993 bestehend aus Baujahr plus fortlaufender dreistelliger Nummer, z. B. 93–235) wurde inzwischen völlig geändert: Alle vorhandenen Busse wurden umgezeichnet und tragen nun Wagennummern, die aus einem Buchstaben für das Fabrikat und einer vierstelligen Nummer bestehen (z. B. M1712). Dabei bedeutet: M = Mercedes, O = Otokar, K = Karsan; bei letzteren handelt es sich um in der Türkei hergestellte Fahrzeuge des Fabrikats Breda-Menarinibus.